# Kyrkbytorget

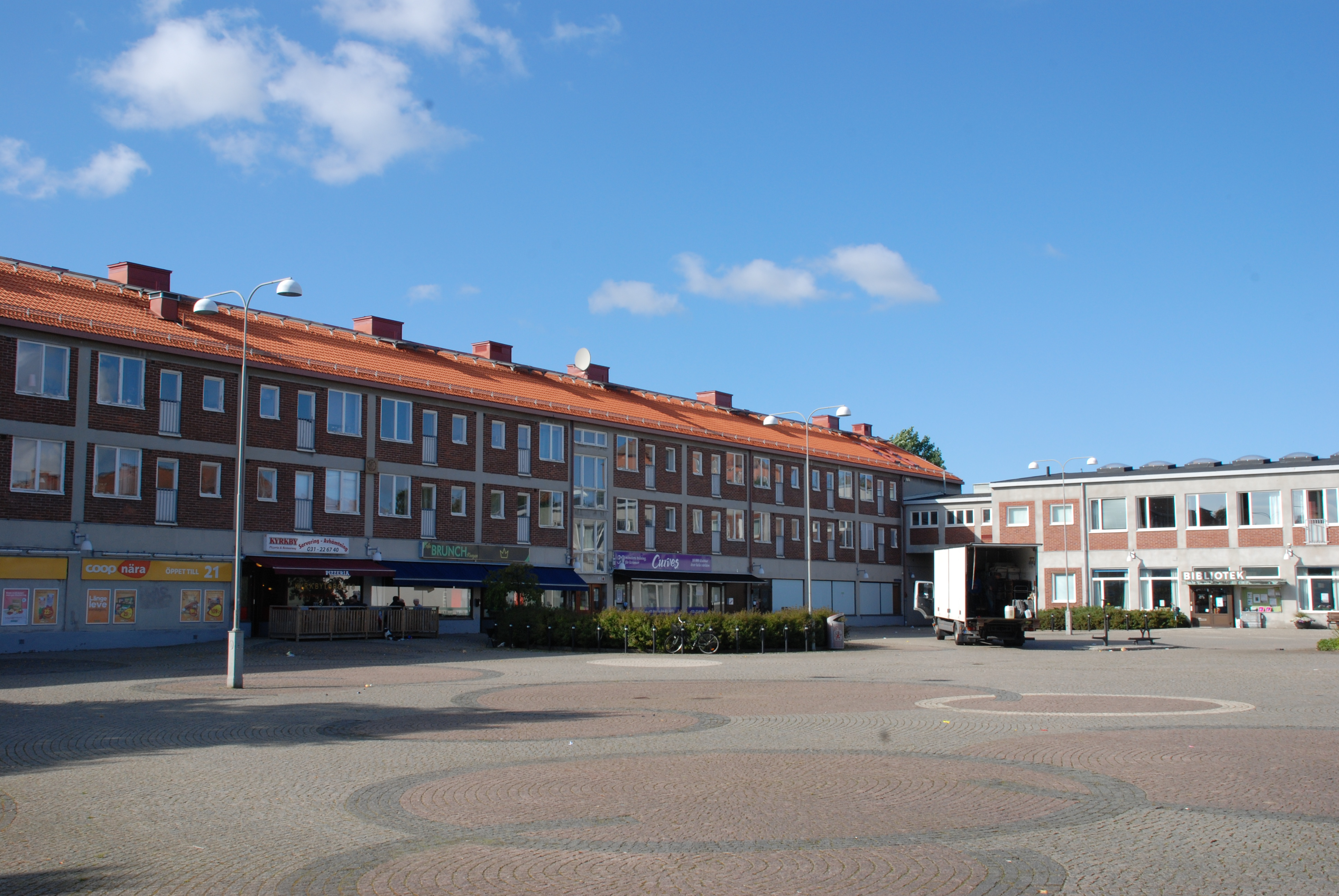
Kyrkbytorget.

Kyrkbytorget är ett torg i stadsdelen Kyrkbyn i Göteborg. Det fick sitt namn 1948.
Byggnaderna som uppfördes 1955-1956 ritades av Tuvert Arkitektkontor AB. Det genomgick en ombyggnation under 1993 och under 2002 byggdes en gårdsgata som binder ihop de olika torgfastigheterna. Detta ledde till en mer sammanhållande och trivsam miljö.
Vid torget ligger ett antal butiker och Kyrkbyns bibliotek. Biografen Roxy visade film här åren 1956-1965. Fastighetsägare på Kyrkbytorget är Bostadsbolaget, Poseidon och Göteborgslokaler.